# Apró Könyvtár
Az Apró Könyvtár  egy magyar nyelvű tudományos-ismeretterjesztő jellegű könyvsorozat volt a 20. század elején. A sorozat kötetei a következők voltak:
- 1–2. sz. Csuday Jenő, dr. A magyarok története. 2. rész. I. rész (884–1526.) – II. rész (1526–1867.)
- 3–5. sz. Csuday Jenő dr. Világtörténelem. 3. rész. (71, 75, 72 l.)
- 6. sz. Csuday Jenő dr. Magyarország oknyomozó története, különös tekintettel az érettségi vizsgálatra. (52 l.)
- 7–8. sz. Id. dr. Perényi József. Természetrajz. 2. rész. (30, 32 l.)
- 9. sz. Id. dr. Perényi József. Összefoglaló növénytan középiskolák és képezdék számára. (43 l.)
- 10. sz. Id. dr. Perényi József. Összefoglaló állattan középiskolák és képezdék számára. (43 l.)
- 11. sz. Id. dr. Perényi József. Összefoglaló ásványtan középiskolák és képezdék számára. (35 l.)
- 12. sz. Id. dr. Perényi József. Összefoglaló vegytan középiskolák és képezdék számára. (39 l.)
- 13–14. sz. dr. Csuday Jenő. Legújabb kor. 1815-től napjainkig. 2. szám (61, 1 57 l.)
- 15. sz. Hacé, dr. A magyar irodalom története. 1772-ig. (39 l.)
- 16. Hácé: A magyar irodalom története 1772–1822. 48 l.
- 17. Hácé: A magyar irodalom története 1822-től. I. rész. 48 l.
- 18. Hácé: A magyar irodalom története 1822-től II. rész. 42 l.
- 19–24. Cserey Adolf: Növény-szótár, vagyis a gyakrabban előforduló népies és tudományos növénynevek betűrendes jegyzéke. Közép-, felső- és főiskolák hallgatói, füvészek, kertészek, gazdák, gyógyszerészek, droguisták, erdészek és a művelt közönség számára. 1–6. rész. 380 l.
- 25–26. Köpesdy Sándor: Rövid latin nyelvkönyv. 92 l.
- 27–28. Endrei Ákos: Összefoglaló német nyelvtan. 101 l.